# Muralhas do Funchal

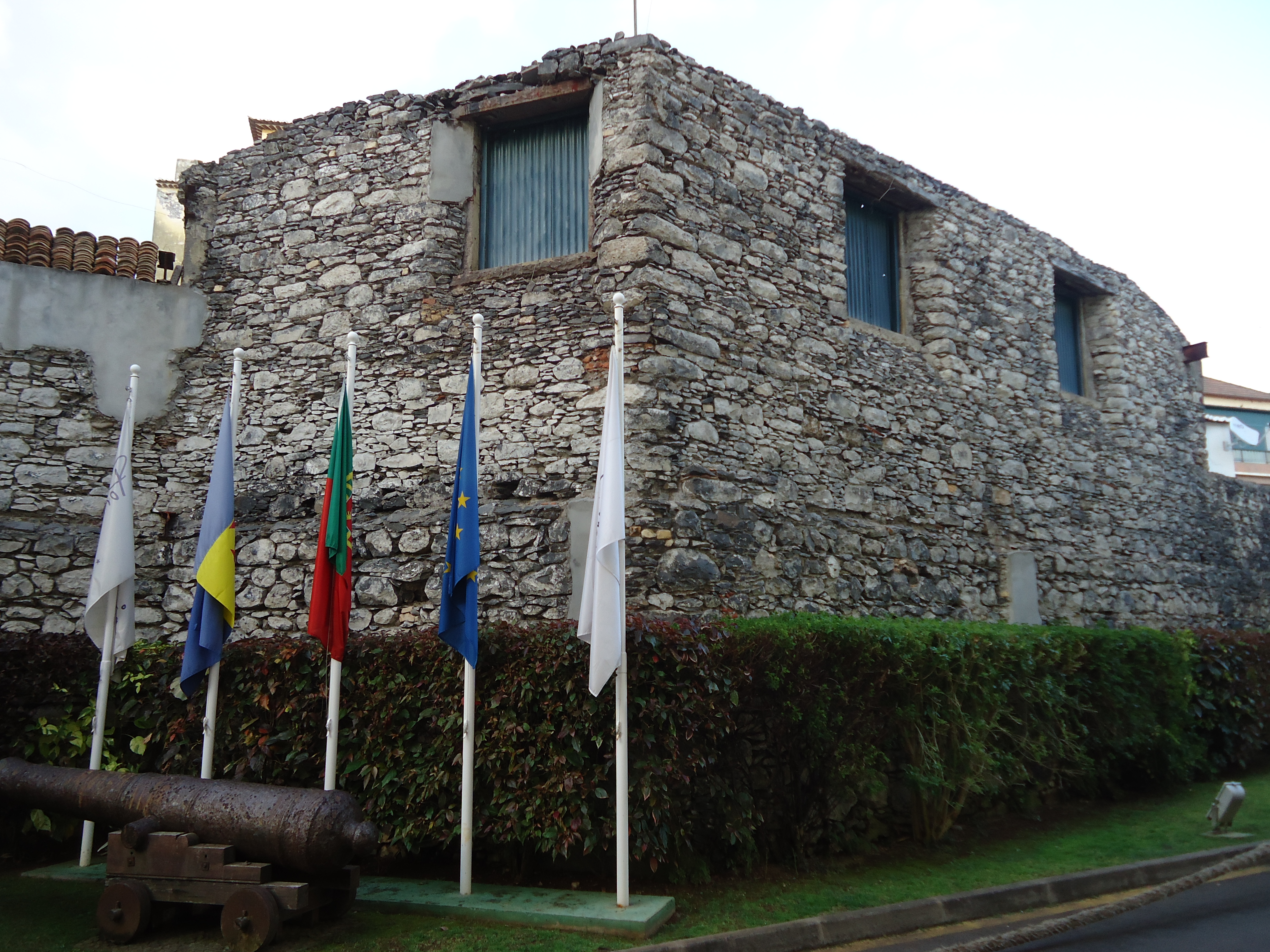
Vestígio da Muralha da Cidade (na Zona Velha)

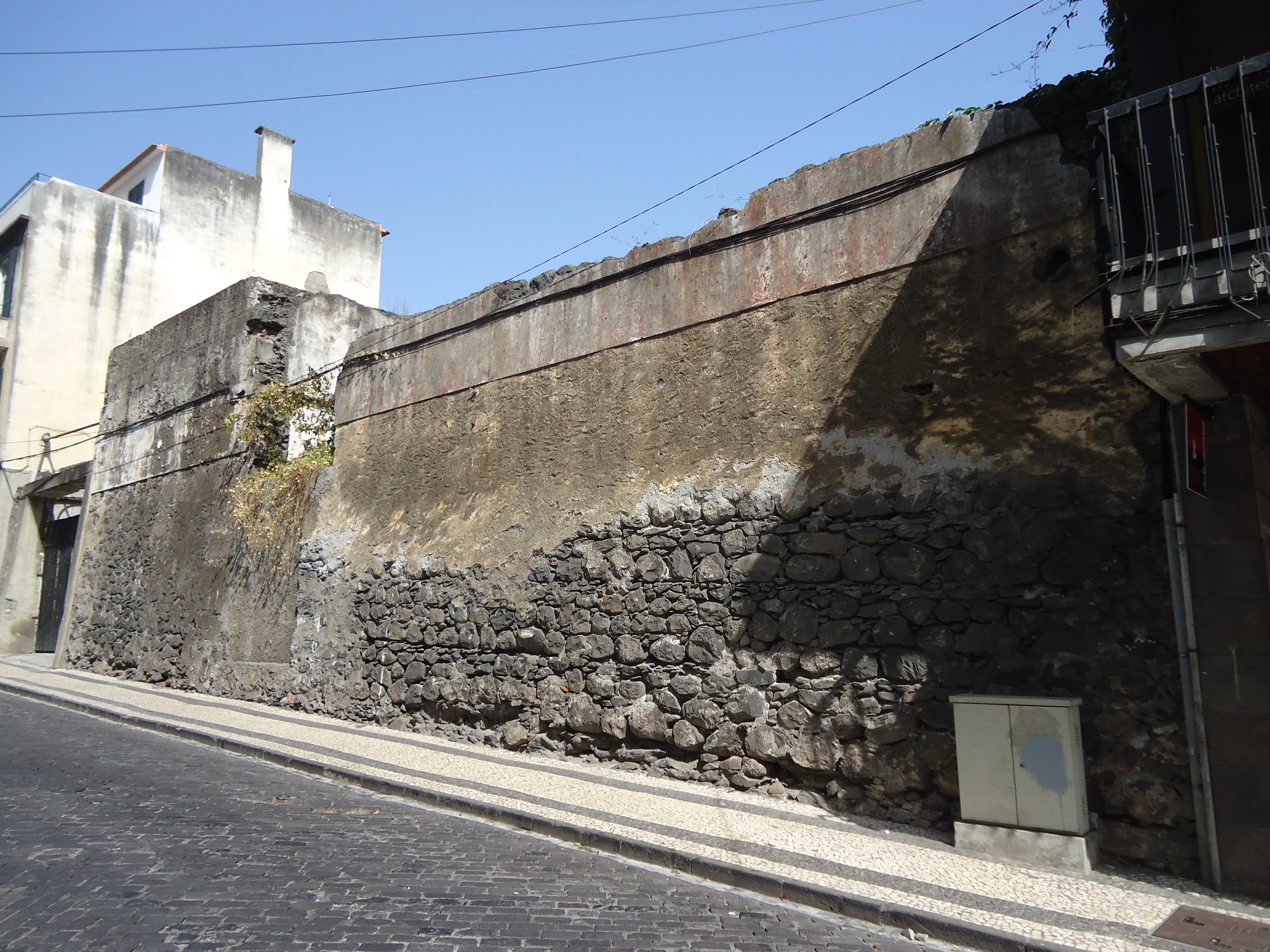
Vestígio da Muralha da Cidade (na Rua Major Reis Gomes)

As Muralhas do Funchal, conhecidas popularmente por Cortina da Cidade, foram um conjunto de fortificações e muros que cercaram a cidade do Funchal para protegê-la de ataques exteriores. As muralhas estendiam-se a leste desde o Largo do Pelourinho (Funchal) até ao morro da Pena, ao longo da margem da Ribeira de João Gomes; a oeste desde da foz da Ribeira de São João ao Pico dos Frias (Fortaleza de São João Batista do Pico); e a sul desde a foz desta ribeira até ao Forte de Santiago. Ainda hoje, é possível observar vestígios desta muralha ao longo da cidade. Esses vestígios incluem diversas fortalezas que integravam a estrutura defensiva, trechos do muro que permanecem ocultos pelo casario e alguns portões preservados, como o Portão dos Varadouros.

## História
A ideia da construção das muralhas da cidade data dos finais do Século XV. Em 1493, é mandado construir D. João II um muro que cerque toda a vila do Funchal. Deste plano é deixado de fora, o bairro de Santa Maria. Esta ordem foi contestada pela vereação da vila, devido à exigência de que a população arcasse com os custos da obra. Um ano depois, em janeiro de 1494, é enviada uma carta régia a anular a construção das muralhas.
Em 1572, resultante dos ataques de corsários franceses à cidade em 1566, um regimento de fortificação é executado por Mateus Fernandes. O qual previa a construção de uma muralha ao redor da cidade, reforçando as estruturas existentes nas ribeiras, que protegiam a cidade contra enchentes, e a edificação de um muro na frente marítima, projetado para ser ligeiramente mais baixo e mais robusto que os das ribeiras. Além disso, o regimento estabelecia a existência de cinco portas ao longo das muralhas: duas voltadas para o mar e três destinadas ao serviço interno da cidade. O plano é dado por concluído em 1595, com o retorno de Mateus Fernandes a Lisboa e com a redação dos seus "Apontamentos da obra que se fazer e respirar na fortificação da cydade do Funchal da Ylha da Madeira". É de notar que apenas foram finalizadas as construções das muralhas ao longo das ribeiras e de duas fortalezas: a de São Lourenço e de São Filipe.
Apenas em 1689, como consequência de uma carta régia a pedir que fossem acabadas as obras, e com a chegada à ilha, do capitão de engenheiros António Rodrigues Ribeiro e do engenheiro Manuel Gomes Ferreira é completa a muralha da frente mar da cidade e é construido o Portão dos Varadouros.

## Portas da Cidade
- Portão da Nossa Senhora do Calhau: Situado na rua da Boa Viagem. Demolido a 1836 aquando da construção da praça académica (atual campo Almirante Reis).[1]
- Portão dos Varadouros: Situado no atual Largo dos Varadouros. Demolido em 1911[1] e reerguido em 2004.[4] O nome advém do portão se localizar numa zona que até ao início do Século XX era utilizada para o vereamento de embarcações.[5]
- Portão do extremo-sul da rua do Sabao: Demolido em 1836.[1]
- Portão do forte da Alfândega: Situado no Reduto da Alfândega do Funchal, este portão existe ainda no jardim em frente do atual edifício da Assembleia Legislativa da Madeira.
- Portão nas proximidades do Forte de Santiago
- Portão da Saúde ou Entrada da Cidade: Situado entre a antiga Casa da Saúde e a Fortaleza de São Lourenço. Atual Avenida Gonçalves Zarco. Demolido em 1839.[1]
- Portão de São Lazaro: Situado no alto da rua dos Aranhas. Demolido em 1839.[1]
- Portão de São Paulo: Situado na Rua da Carreira, junto à capela do mesmo nome. Demolido em 1839.[1]
- Portão do Pico: Situada entre a capela de São Paulo e a Rua do Quebra Costas. Demolido em 1865.[1]

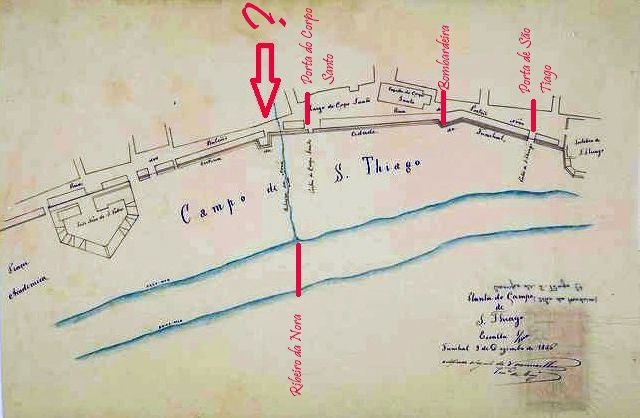
Portas da muralha na planta do Campo de Santiago
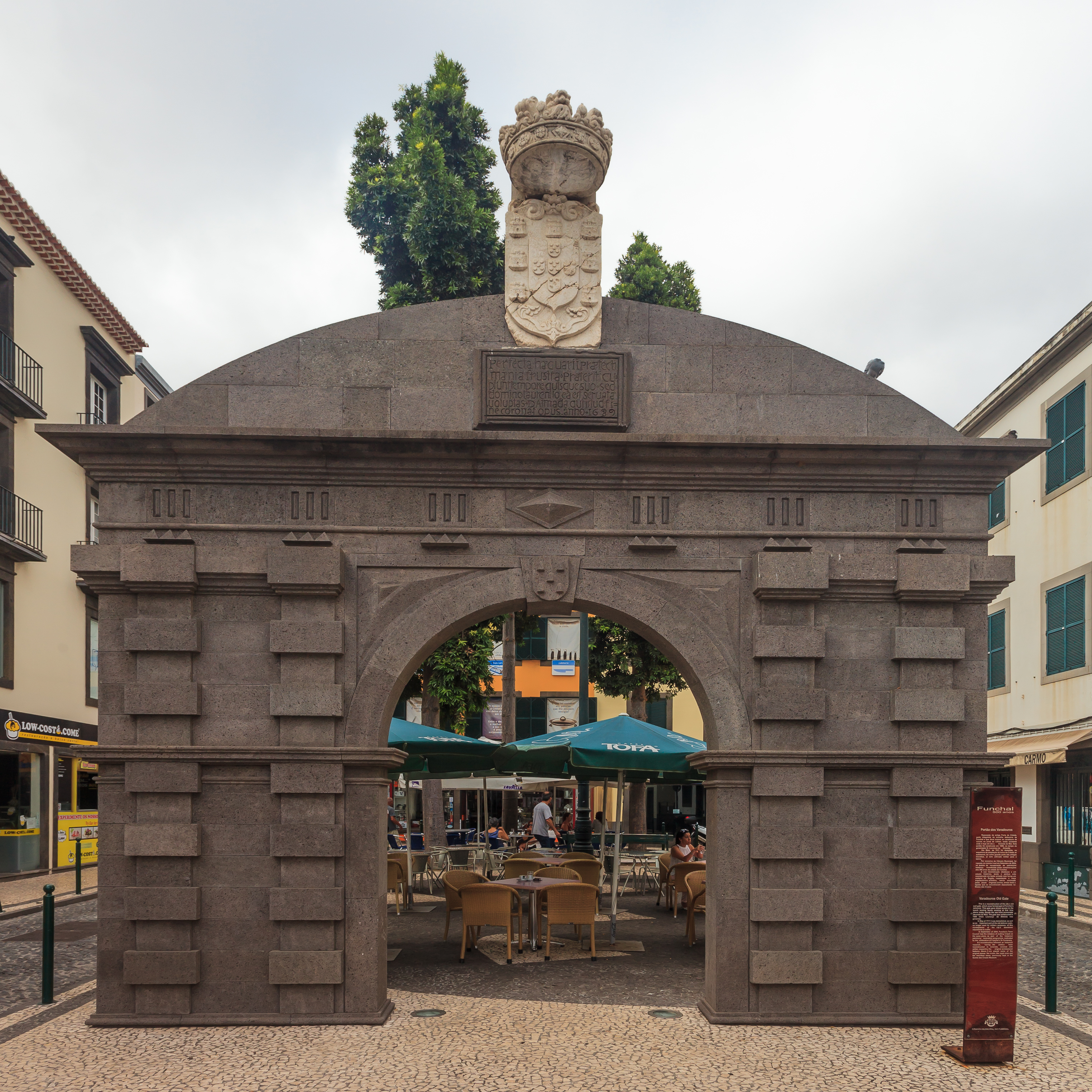
Portão dos Varadouros

## Referencias
1. 1 2 3 4 5 6 7 8 9  Silva, Fernando Augusto da (1984). Elucidário madeirense: O-Z. [S.l.]: Secretaria Regional de Turismo e Cultura, Direcção Regional dos Assuntos Culturais
2. 1 2 3  «Muralha do Funchal da Rua Major Reis Gomes, 1600 a 1615 (c.), Funchal, ilha da Madeira». Arquipélagos. Consultado em 31 de dezembro de 2024
3. 1 2 3 4 5  «Monumentos». www.monumentos.gov.pt. Consultado em 31 de dezembro de 2024
4. ↑  Percurso Histórico-Militar do Centro do Funchal. Câmara Municipal do Funchal, 2019. Disponível em: https://visit.funchal.pt/wp-content/uploads/2022/04/Percurso-Historico-Militar-PT-2.pdf
5. ↑  O percurso da Geodiversidade do Centro Histórico do Funchal. Câmara Municipal do Funchal, 2017. Disponível em: https://visit.funchal.pt/wp-content/uploads/2022/04/Percurso-da-Geodiversidade-do-Centro-Historico-do-Funchal-PT_compressed.pdf